# Niskayuna (Nowy Jork)
Niskayuna – miasto w Stanach Zjednoczonych, w stanie Nowy Jork, w hrabstwie Schenectady.

## Historia
Miasto zostało założone 7 marca 1809 roku. Pierwszymi europejskimi kolonizatorami byli Holendrzy.

## Znani ludzie z Niskayuna
- Jeff Blatnick, zapaśnik
- Andre Davis, były gracz NFL